# زرشک معمولی
زرشک معمولی (نام علمی:  Berberis vulgaris)، درختچه‌ای از سرده زرشک است، و میوه‌های خوراکی، اما به شدت اسیدی تولید می‌کند که مردم بسیاری از کشورها آن را به عنوان میوه‌ای ترش و تازه می‌خورند. این گیاه بومی مرکز و جنوب اروپا، شمال‌غرب آفریقا و غرب آسیا است؛ همچنین به اروپای شمالی، از جمله جزایر بریتانیا، اسکاندیناوی و آمریکای شمالی هم عادت کرده و در آنجا بومی شده‌است.

## نگارخانه

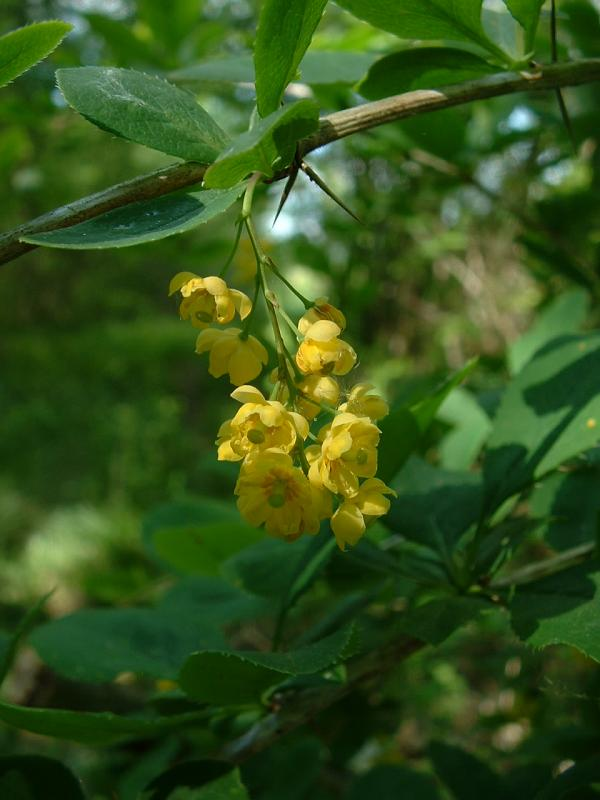
گل زرشک
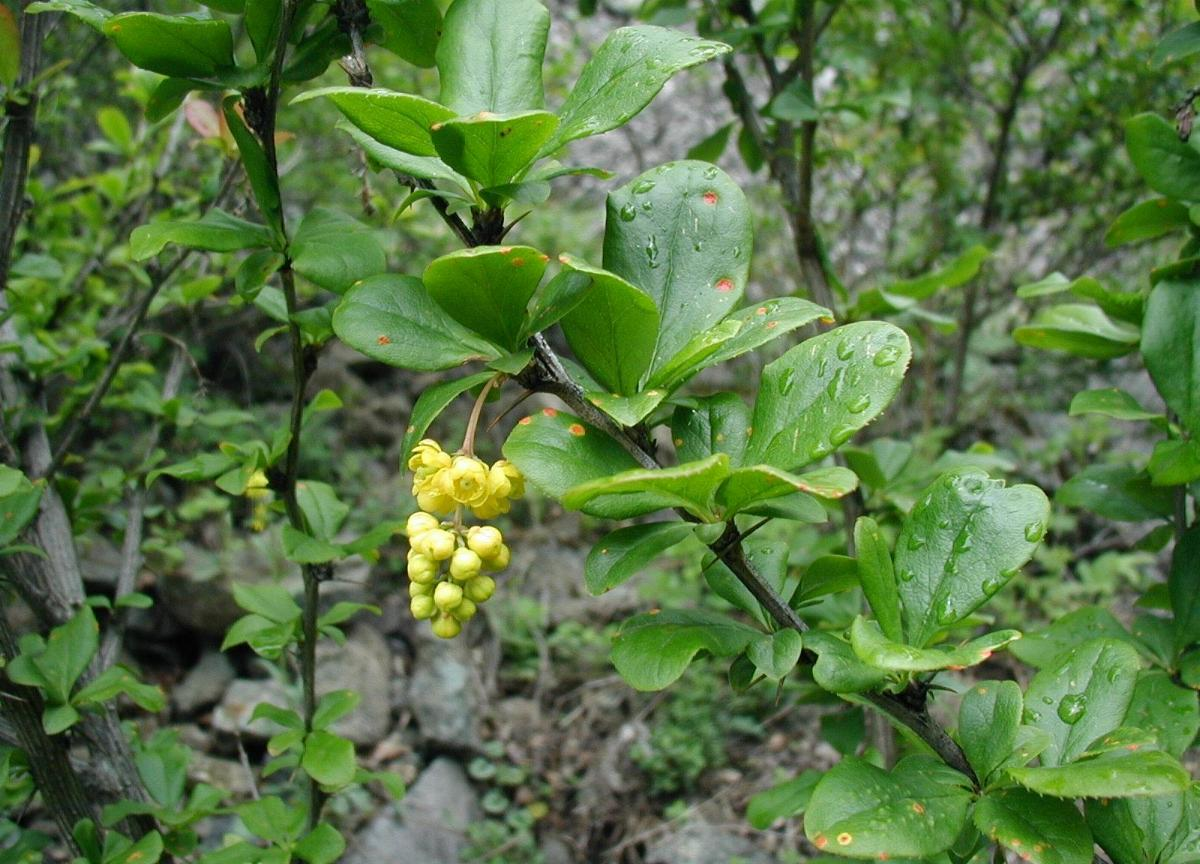
برگ زرشک
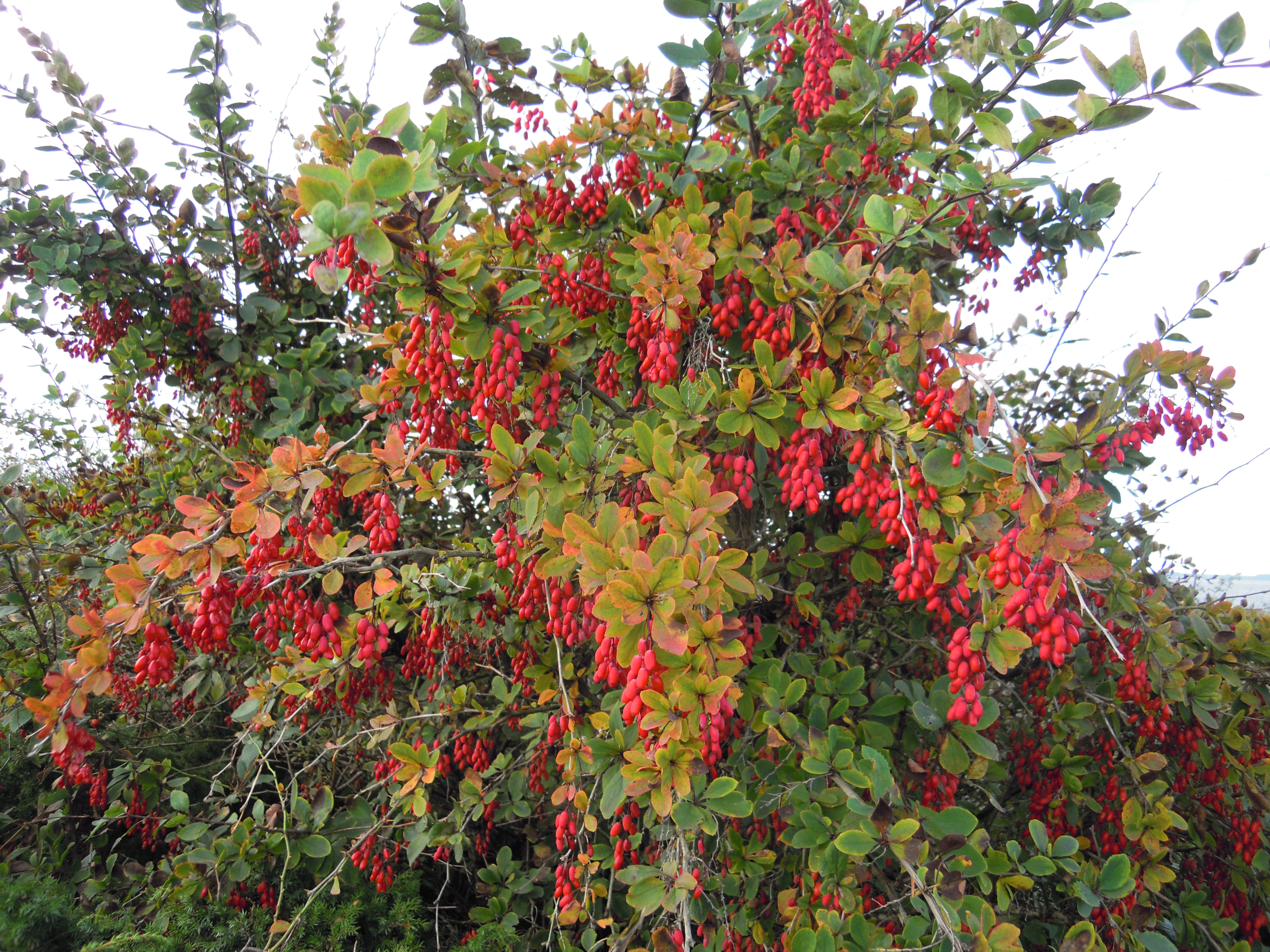
میوه زرشک
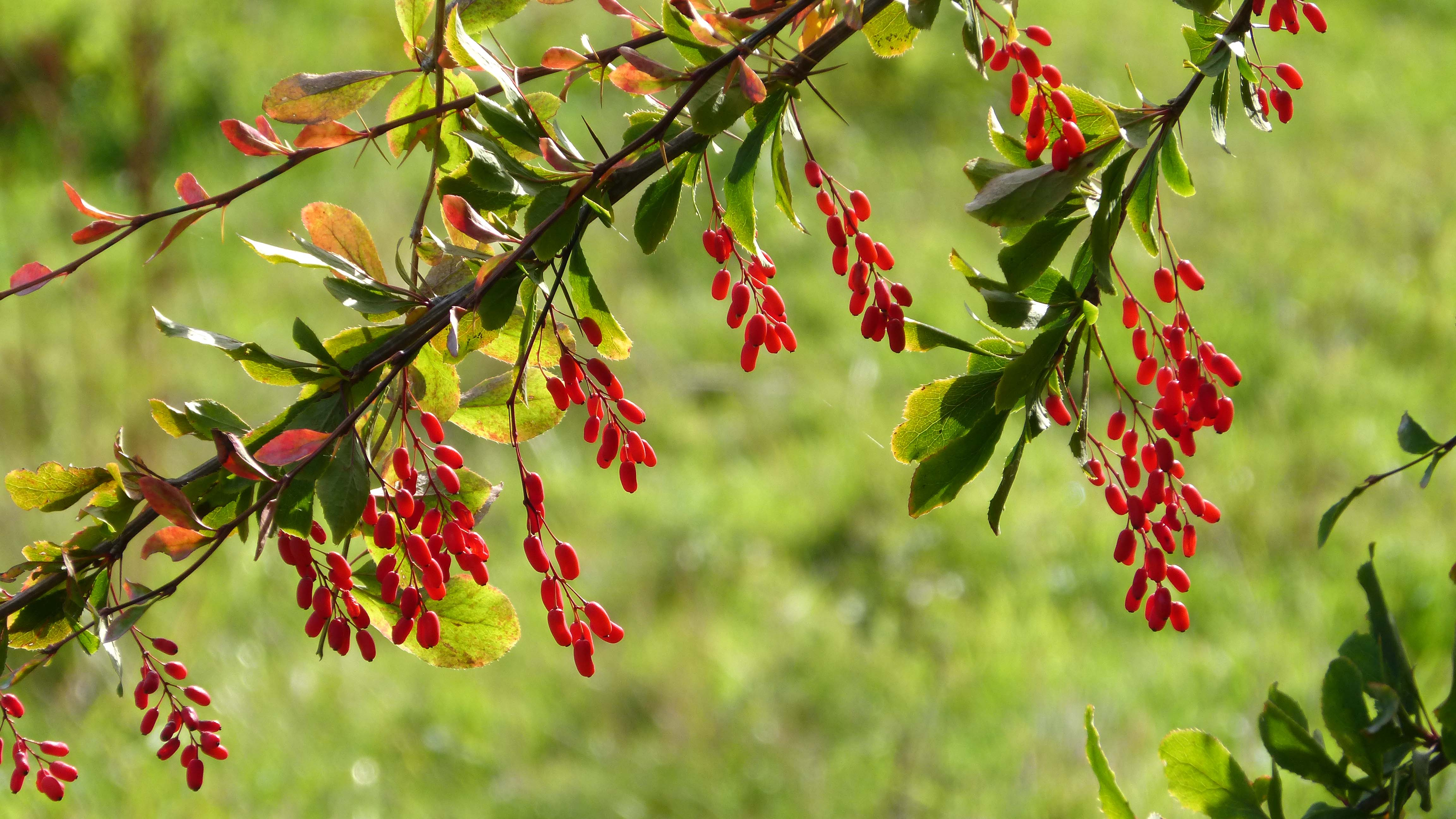
زرشک رسیده